# جهان زیبا
جهان زیبا (به انگلیسی: The Elegant Universe) کتابی است نوشتهٔ برایان گرین که در سال ۱۹۹۹ انتشار یافت.

## توضیحات
کتاب با فیزیک کلاسیک آغاز می‌شود و نویسنده پس از بازگویی برخی رخدادهای تاریخی به نظریه ریسمان می‌پردازد. سپس گرین بزرگ‌ترین دشواری پیش روی فیزیک نو یعنی یگانه‌سازی و اتحاد مکانیک کوانتوم و نسبیت را بررسی می‌کند. در این کتاب برایان گرین نظریه ریسمان را، راه‌یافتن این نظریه می‌داند. در سال ۲۰۰۳ برنامهٔ تلویزیونی این کتاب در برنامه‌های نوا از شبکه پی‌بی‌اس پخش شد که دوستداران فیزیک را بسیار شادمان کرد. این کتاب را مازیار نوعی ترجمه کرده و انتشارات پارسیک منتشر کرده است.